# Sandrine Pinna
Dans ce nom chinois, le nom de famille, Zhang, précède le nom personnel Rongrong.
Sandrine Pinna, (chinois simplifié : 張榕容 ; pinyin : Zhāng Róngróng ; Wade : Chang Jung-jung) née le 10 avril 1987 à Taipei, est une actrice taïwanaise.

## Biographie

### Jeunesse et formation
Née à Taïwan d'une mère taïwanaise et d'un père français. Lorsque ses parents divorcent, elle vit avec sa mère tandis que son père retourne en France et y meurt en 2011.
Elle obtenu un diplôme en radio, cinéma et télévision de l'université Shih Hsin (en).

### Carrière
Après avoir obtenu son diplôme, elle est devenue actrice professionnelle.
Ses œuvres notables incluent Yang Yang, Miao Miao, Candy Rain, Poor Prince, See You Tomorrow et Legend of the Demon Cat.

### Vie personnelle
En février 2013, elle est mariée à l'auteur-compositeur-interprète taïwanais Jeremy Ji. Elle est mère d'une fille.

## Filmographie

### Cinéma
- 2008 : Candy Rain : U
- 2011 : Rango : Beans (doublage)
- 2016 : Comme des bêtes : Chloe (doublage)
- 2016 : See You Tomorrow : Mao Mao
- 2017 : Legend of the Demon Cat : Yang Guifei

## Récompenses et nominations

### Récompenses
- 2009 : Festival du film Asie-Pacifique : Meilleure actrice pour Yang Yang
- 2018 : 34e cérémonie des Huading Awards : Meilleure actrice dans un second rôle pour Legend of the Demon Cat

### Nominations
- 2008 : 
  - Golden Horse Film Festival and Awards : Meilleure actrice pour Miao Miao
  - Asian Film Awards : Meilleure nouvelle actrice pour Miao Miao
- 2009 :
  - Golden Horse Film Festival and Awards : Meilleure actrice pour Yang Yang
- 2010 :
  - Asian Film Awards : Meilleure actrice pour Yang Yang
- 2012 : 
  - Golden Horse Film Festival and Awards : Meilleure actrice pour Touch of the Light
- 2017 : 
  - Hong Kong Film Critics Society Awards : Meilleure actrice pour See You Tomorrow